# Clistopyga latifrontalis
Clistopyga latifrontalis là một loài tò vò trong họ Ichneumonidae.